# Venezuelský bolívar
Bolívar (celé oficiální pojmenování Bolívar soberano) je zákonným platidlem jihoamerického státu Venezuela. Svoje pojmenování nese po hispanoamerickém hrdinovi a bojovníkovi za nezávislost na Španělsku Simónu Bolívarovi. Bolívar je měnou Venezuely od roku 1879, kdy nahradil do té doby používaný venezolano. Jedna setina bolívaru se nazývá „céntimo“.

## Novodobá historie
Ekonomický stav Venezuely je v 21. století ovlivněn komplikovanou politickou situací. Bolívar patří k měnám s nejvyšší inflací na světě. V letech 2008 a 2018 provedla venezuelská vláda devalvující měnové reformy. 
- bolívar používaný do 1.1.2008 měl ISO kód VEB
- bolívar fuerte používaný od 1.1.2008 do 20.8.2018 měl kód VEF
- bolívar soberano zavedený 20.8.2018 má označení VES
- bolívar digital zavedený 1.10.2021 pokračuje s kódem VES[2]

Výměnné kurzy byly 1000 VEB = 1 VEF a o deset let později 100000 VEF = 1 VES (soberano). Nová řada bolívaru v říjnu 2021 vycházela z té předchozí v poměru 1 VES (digital) = 1.000.000 VES (soberano). 

## Mince a bankovky

### Bolívar fuerte (VEF)
V roce 2008 byly do oběhu uvedeny mince VEF 1¢, 5¢, 10¢, 12½¢, 25¢, 50¢ a 1 bolívar. V prosinci 2016 byly mince doplněny o tři další v nominálních hodnotách 10, 50 a 100 bolívarů. Vzhledem k nízké kupní hodnotě mincí nižších nominálních hodnoty (z roku 2008) se tyto mince v běžném platebním styku téměř nepoužívají (1¢ = 0,000003 Kč). 
Bankovky vydávané od roku 2008 měly hodnoty 2, 5, 10, 20, 50 a 100 bolívarů. V prosinci 2016 přistoupila vláda Nicoláse Madura k zavedení nových bankovek v nominálních hodnotách 500, 1000, 2000, 5000, 10 000 a 20 000 a zároveň zneplatnila platnost bankovky o hodnotě 100 bolívarů. Tento krok zdůvodnila bojem proti mezinárodní konspiraci vedené Spojenými státy americkými. Bankovky o hodnotách nižších než 100 bolívarů zůstaly zákonným platidlem až do zavedení VES. V roce 2017 přibyla bankovka 100.000 bolívarů. 
Náměty vyobrazených osobností venezuelské historie a fauny se opakují na bankovkách z roku 2008 a 2016. 
| Hodnota                          | Líc                        | Rub                  |
| -------------------------------- | -------------------------- | -------------------- |
| 2 VEF, 500 VEF                   | Francisco de Miranda       | delfínovec amazonský |
| 5 VEF, 1000 VEF                  | Pedro Camejo               | pásovec velký        |
| 10 VEF, 2000 VEF                 | Cacique Guaicaipuro        | harpyje pralesní     |
| 20 VEF, 5000 VEF                 | Luisa Cáceres de Arismendi | kareta pravá         |
| 50 VEF, 10000 VEF                | Simón Rodríguez            | medvěd brýlatý       |
| 100 VEF, 20000 VEF a 100.000 VEF | Simón Bolívar              | čížek ohnivý         |

### Bolívar soberano (VES)
Mince bolívaru VES jsou o hodnotách 50 céntimů a 1 bolívar. Bankovky 2, 5, 10, 20, 50, 100, 200, 500 bolívarů. Od 13. června 2019 byla sada bankovek rozšířena o další v hodnotách 10.000, 20.000, 50.000 VES. Od března 2021 existují i bankovky v hodnotách 200 tisíc, 500 tisíc a milion bolívarů. 
| Hodnota       | Líc                   | Rub                                                            |
| ------------- | --------------------- | -------------------------------------------------------------- |
| 2 VES         | Josefa Camejo         | amazoňan žlutohlavý                                            |
| 5 VES         | José Felix Ribas      | atelopus venezuelský                                           |
| 10 VES        | Rafael Urdaneta       | mravenečník velký                                              |
| 20 VES        | Simón Rodríguez       | jaguár americký                                                |
| 50 VES        | Antonio José de Sucre | ocelot stromový                                                |
| 100 VES       | Ezequiel Zamora       | chápan skvrnočelý                                              |
| 200 VES       | Francisco de Miranda  | ara vojenský                                                   |
| 500 VES       | Simón Bolívar         | trupiál žlutooký                                               |
| 10.000 VES    | Simón Bolívar         | Mauzoleum Simóna Bolívara                                      |
| 20.000 VES    | Simón Bolívar         | Mauzoleum Simóna Bolívara                                      |
| 50.000 VES    | Simón Bolívar         | Mauzoleum Simóna Bolívara                                      |
| 200.000 VES   | Simón Bolívar         | Mauzoleum Simóna Bolívara                                      |
| 500.000 VES   | Simón Bolívar         | Mauzoleum Simóna Bolívara                                      |
| 1.000.000 VES | Simón Bolívar         | Vstup do Památníku Vlasti na polích Carabobo; Bitva u Caraboba |

### Bolívar digital (VES)
Zatím nejnovější měna má bankovky v hodnotách 5, 10, 20, 50, 100 bolívarů a mince 25, 50 centavos a 1 bolívar. 